# (7181) 1991 PH12
(7181) 1991 PH12 (1991 PH12, 1986 RN4, 1986 TU2, 1986 VK9) — астероїд головного поясу, відкритий 7 серпня 1991 року.
Тіссеранів параметр щодо Юпітера — 3,180.